# Japansk gröngöling
Japansk gröngöling (Picus awokera) är en fågel i familjen hackspettar inom ordningen hackspettartade fåglar.

## Utseende och läten
Japansk gröngöling är en 29-30 cm lång, huvudsakligen grön hackspett. Ovansidan är grön till grågrön, vinge och stjärt grön till brungrön och övergumpen grön till gulgrön. Huvudet är grått med röd eller röd och svart mustasch, halsen grå, bröstet grågrönt och undersidan svartvitbandad. Hanen har röd hjässa och nacke, honan grå hjässa med en liten röd nackfläck. Näbben är grå med gul bas på nedre näbbhalvan. Bland lätena hörs ett ljudligt "piyo" samt ett "ket, ket".

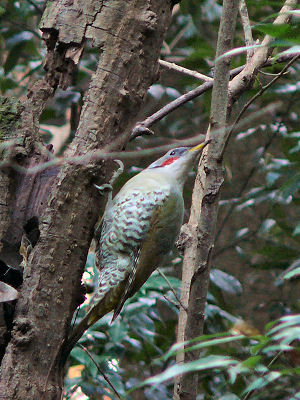

## Utbredning och systematik
Fågeln förekommer i Japan, från Honshu till Tanegashima och på kustnära öar. Den behandlas antingen som monotypisk eller delas in i tre underarter med följande utbredning:
- Picus awokera awokera – Honshu
- Picus awokera horii – Kyushu, Shikoku
- Picus awokera takatsukasae – Tanegashima, Yakushima

## Levnadssätt
Japansk gröngöling är vida spridd i öppet skogslandskap från havsnivån till 2000 meters höjd, vanligast mellan 300 och 1400. Arten har nyligen anpassat sig till människan och ses i större stadsparker och trädgårdar. Liksom andra gröngölingar födosöker den mest på marken på jakt efter myror. Fågeln häckar mellan april och juni. I ett trädhål två till fyra meter ovan mark lägger den sju till åtta ägg. Den är stannfågel, men rör sig till lägre regioner under hårt vinterväder.

## Status och hot
Arten har ett stort utbredningsområde, men tros minska i antal, dock inte tillräckligt kraftigt för att den ska betraktas som hotad. Internationella naturvårdsunionen IUCN listar arten som livskraftig (LC). Världspopulationen har inte uppskattats men den beskrivs som ganska vanlig.

## Namn
Fågelns vetenskapliga artnamn kommer av det japanska namnet på fågeln, Ao gera, som betyder ordagrant "grön hackspett".